# Улица Балезина (Бирск)
Улица Балезина, улица Степана Балезина (баш. Балезин урамы, баш. Степан Балезин урамы) — улица в городе Бирск, Республика Башкортостан, Россия. Код ОКАТО: 80415000000. Индекс: 452453. Координаты улицы: 55.406221, 55.537983.
На улице Балезина семьдесят домов.
Прежнее название — улица Пономаревская. Переименовано решением администрации города Бирска № 5 от 24.03.1983 в честь Степана Афанасьевича Балезина (4.1.1904, хут. Володинский Бирского уезда Уфимской губернии — 23.1.1982, Москва), доктор химических наук, профессор, лауреат Государственной премии СССР, один из организаторов комсомола в Башкирии.
Балезин — редкая вятская фамилия. По мнению О. В. Тугузбаевой, возможно происхождение от переносного переносного значения слова баляса — шутки, веселые россказни (Ведина Т. Ф. Энциклопедия русских фамилий: тайны происхождения и значения. — М, 2008, С. 35). Её мнение поддерживает профессор Алим Ахмадеев